# 六三法撤廢運動
六三法撤廢運動是台灣日治時期要求廢除《六三法》的總督獨裁體制、使台灣納入帝國憲法體制下的社會運動，希望廢除特別法，使本島人（臺灣人）享有和內地人（日本人）一樣的法律地位。

## 簡介
1918年5月，林獻堂在東京與台灣留學生籌組「六三法撤廢期成同盟會」，推動廢除六三法，取消特別立法制度，將台灣納入帝國憲法體制。1920年11月28日，林獻堂、蔡培火、鄭松筠等新民會會員在東京麴町區（今千代田區）富士見町教會召開反對六三法的集會。這個運動後來因為林呈祿等人的反對而中止，林呈祿認為此舉無異肯定日政當局的「內地延長主義」，而否定以台灣地位特殊為前提的「六三法」，最後整個運動轉為突顯台灣特殊地位的「台灣議會設置請願運動」。